# 李存賢
李存賢（860年—925年1月24日），字子良，本姓王，名賢，許州人。祖父王啟忠，父王惲。
王賢年少時遇上黃巢之亂，加入黃巢的軍隊。李克用破黃巢賊軍於陳、許時，王賢來歸。景福年間，主管義兒軍，為副兵馬使，因賜姓名，十三太保中排行第十。 天祐三年（906年），跟從周德威開赴救援上黨，置營於交口。天祐五年（908年），暫代為蔚州刺史，以抵禦吐渾。
天祐六年（909年），暫代為沁州刺史。沁州當時為賊境並不能保守，乃於州的南面五十里據險立柵以為治所，已經歷十餘年。李存賢至郡後，乃遷移復建舊郡，計劃開發建設險地，特別設立廨舍，使州民能完集。李存勗因此嘉許他，轉為檢校司空，正式拜為沁州刺史。天祐九年（912年），後梁軍乘其無備，來攻沁州，被李存賢擊退。天祐十一年（914年），授為武州刺史、山北團練使。天祐十二年（915年），移為慈州刺史。七月，後梁大將尹皓攻州城，李存賢督軍拒戰，後梁軍攻擊百端，月餘遁去。天祐十八年（921年），河中朱友謙來求援，命令李存賢率師開赴救援。天祐十九年（922年），後梁將領段凝率軍五萬立營逼近晉地，蒲人大為恐慌，多數人欲歸降後梁。間諜離間存賢說河中將士欲拘留他降於後梁，但是，李存賢回應說既然奉命援河中，歿於王事是固然的。後梁軍退後，以功加檢校司徒。
同光元年（923年），李存勗滅後梁建立後唐，李存賢被授為右武衛上將軍。同年十一月，入覲洛陽。同光二年（924年）三月，幽州李存審疾篤，要求入覲進見李存勗，眾人商議選擇將帥取代他。當時正在內宴會上，李存勗慨嘆無人能附托時，見李存賢在坐，即日授李存賢為特進、檢校太保，充當幽州盧龍節度使。是年五月，李存賢到盧龍鎮。當時契丹強盛，城門之外，烽塵交警，一日數戰。李存賢性格忠謹周慎，晝夜戒嚴，不遑寢食，以至憂勞成疾，遂死於幽州，當時六十五歲。李存勗下詔贈為太傅。
李存賢少有材力，善於角牴。當初李存勗仍在藩邸時，每次宴會都私下與王郁角牴鬥勝，王郁頻頻不勝。李存勗因而自矜其能力，與李存賢打賭，如李存賢勝便賞他一郡。說罷便即時角牴，結果李存賢獲勝，因而被封為蔚州刺史。